# Hans Christiansen (Segler)
Hans Ferdinand Christiansen (* 16. Oktober 1867 in Nesna; † 20. Juli 1938 in Oslo) war ein norwegischer Regattasegler.

## Karriere
Hans Christiansen belegte zusammen mit Edvart Christensen und seinem Sohn Eigil Kragh Christiansen bei den Olympischen Spielen 1912 in Stockholm den fünften Platz in der Regatta mit der 6-m-Klasse.